# Granvaxskivling
Granvaxskivling (Hygrophorus piceae) är en svampart som beskrevs av Kühner 1949. Granvaxskivling ingår i släktet Hygrophorus och familjen Hygrophoraceae.  Arten är reproducerande i Sverige. Inga underarter finns listade i Catalogue of Life.